# NGC 839
NGC 839 è una galassia lenticolare situata nella costellazione della Balena, a una distanza di circa 174 milioni di anni luce dalla nostra Via Lattea.

## Scoperta

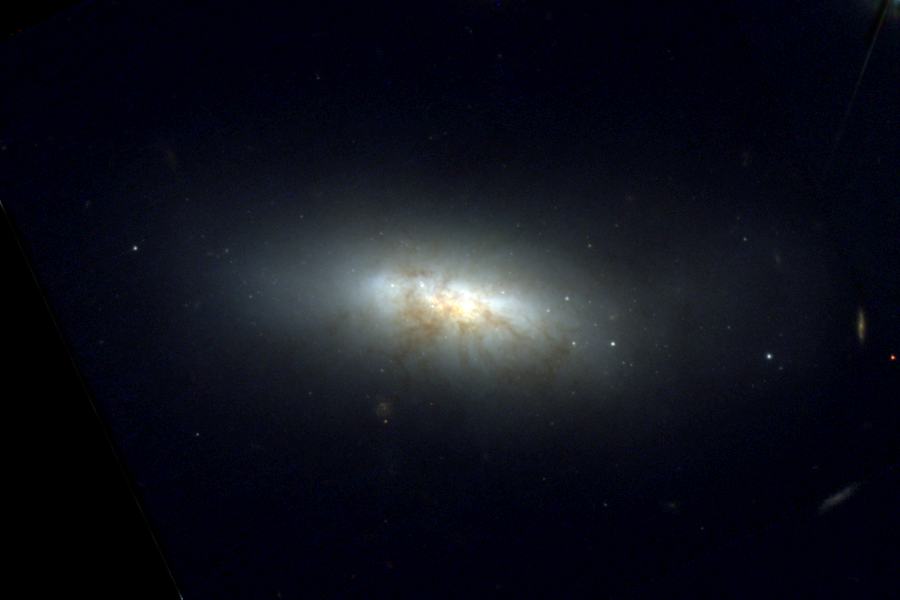
NGC 839 ripresa dal telescopio spaziale Hubble.

La galassia è stata scoperta il 28 novembre 1785 dall'astronomo britannico di origine tedesca William Herschel.

## Descrizione
NGC 839 è una galassia luminosa all'infrarosso e presenta una larga riga a 21 cm dell'idrogeno neutro.

## Gruppo di NGC 835

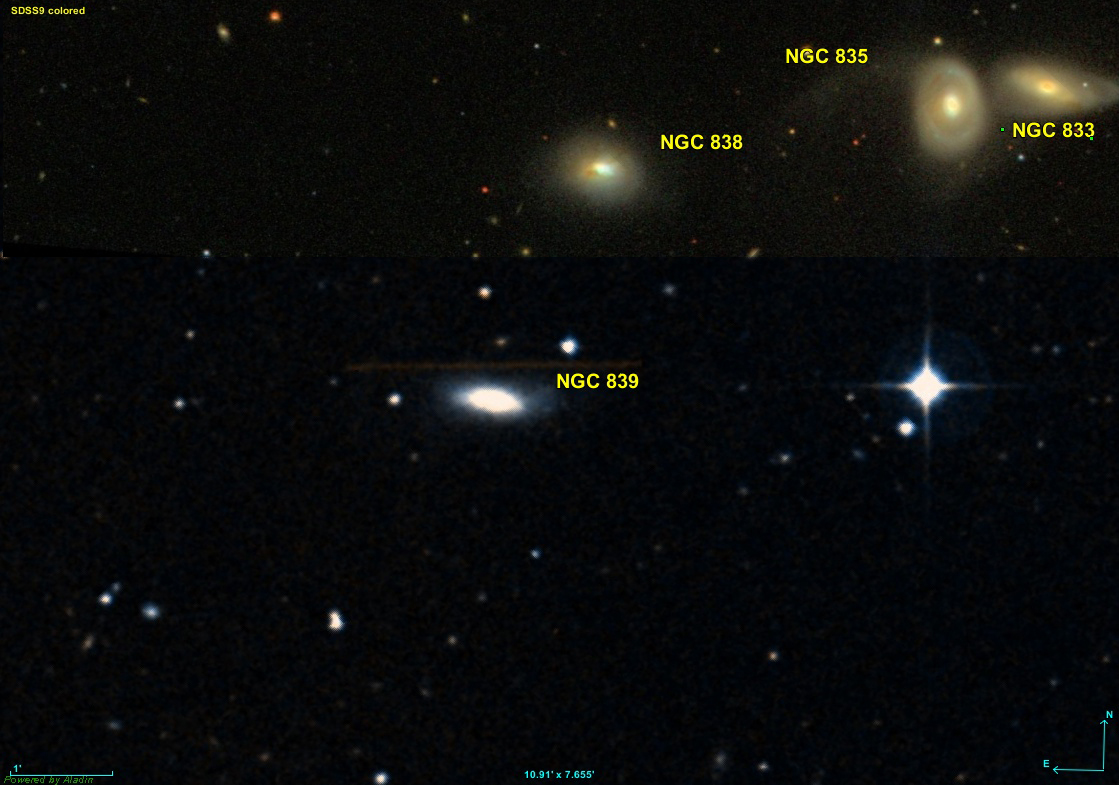
Le galassie che costituiscono Hickson Compact Group HCG 16.

NGC 839 fa parte del Gruppo di NGC 835. Oltre a NGC 839 e NGC 835, le altre galassie del gruppo sono NGC 833, NGC 838, NGC 848, NGC 873 e MCG -2-6-19. NGC 839 fa anche parte di Hickson Compact Group HCG 16 con le galassie NGC 833, NGC 835 e NGC 838.